# روضة الشيابين (القويعية)
روضة الشيابين، هي قرية من فئة (ب) تقع في محافظة القويعية، والتابعة لمنطقة الرياض في السعودية. وتبعد روضة الشيابين عن محافظة القويعية بمسافة تقارب (70) كم.